# 名誉フェロー
名誉フェロー（めいよフェロー、英: Honorary Fellow）は、学会、大学、企業、研究機関が定める学術称号。意味合いとして名誉研究員と近いが、名誉学者と訳されることも多い。類似した職名・称号として、名誉リサーチャー、名誉スカラー等がある（いずれも本項で解説）。

## 名誉フェロー

### 学会の名誉フェロー
イギリスのロンドン地質学会、米国の内科医の学会である米国内科医学会などに名誉フェローの称号が定められている。

### 大学の名誉フェロー
イギリスのロンドン大学、日本の京都大学、同志社大学に名誉フェローの称号が定められている。特に京都大学では2013年4月15日、かつて客員研究員として同大学東南アジア研究センターに在籍していたことのあるミャンマーの国会議員アウンサンスーチーの来日時に、当初名誉博士号の授与が検討されたが、スーチーの京都大学の教育や研究への貢献が少ないとして、代わりに名誉フェローの称号を新設し、同大学第1号となる名誉フェローの称号を贈呈しているほか、同年8月28日には京セラ創業者の稲盛和夫と任天堂相談役の山内溥に同称号を贈っている。

### 産業技術総合研究所の定める名誉フェロー
独立行政法人産業技術総合研究所の定める称号のひとつ。世界的に高水準な研究実績を挙げ、なおかつ産業技術総合研究所に在籍した研究者に授与される。第1号には同研究所元フェローの大塚榮子が選ばれている。

### 企業の名誉フェロー
IBMなどに名誉フェローの職位がある。

## 名誉リサーチャー

### シンクタンクの名誉リサーチャー
日本のシンクタンクである産業技術総合研究所の定めるな名誉称号の一つに名誉リサーチャーがある。

## 名誉スカラー

### 大学における名誉スカラー
大学や研究所の教員・研究員の称号の一つ。スカラーの直訳は学者である。なお、大学における例としては、米国クレアモント大学大学院ドラッガースクールの名誉スカラーとして野中郁次郎がいる。

## 名誉客員学者

### 大学における名誉客員学者
また、名誉スカラーと類似した称号として、名誉客員学者がある。一例として米国の金融家で同国ジョージ・ポプキンズ大学名誉客員学者のヘンリー・ポールソンがいる。

### 文献資料
- 日外アソシエーツ編集部編『現代外国人名録2012』（日外アソシエーツ、2012年）ISBN 4816923527
- 野中郁次郎著『日本企業にいま大切なこと』（PHP研究所、2011年）ISBN 456979713X

### 報道資料
- 『読売新聞』2013年4月15日大阪夕刊
- 『読売新聞』2013年8月29日大阪朝刊京市内版

### インターネット資料 (外部リンク)
- 京都大学ウェブサイト「京都大学名誉フェロー」
- 産業技術総合研究所ウェブサイト「大塚榮子（元）フェローが産総研名誉フェローの第一号に」
- 産業技術総合研究所ウェブサイト「国立研究開発法人産業技術総合研究所名誉リサーチャー称号授与規程 (PDF) 」